# Neuberger Berman
Neuberger Berman — американская компания по управлению инвестициями. Фирма управляет акциями, фиксированным доходом, фондами прямых инвестиций и хедж-фондами для глобальных институциональных инвесторов, консультантов и юридических лиц с высокой суммарной стоимостью. В настоящее время она считается Лучшим местом для работы в сфере управления активами среди фирм, имеющих более 1000 сотрудников. Имеет US$ 250 млрд активов под управлением.

## Обзор
Основана в 1939 году, Neuberger Berman - частная компания по управлению активами, которая на 100% принадлежит её сотрудникам. Она обслуживает пенсионные планы, благотворительные организации, фонды национального благосостояния и другие учреждения, а также частных лиц и инвесторов из взаимных фондов как напрямую, так и через финансовых посредников и других партнёров. Фирма обладает широким спектром инвестиционных возможностей, которые позволили ей выиграть многочисленные государственные стратегические партнёрские мандаты, в первую очередь от Teacher Retirement System of Texas и National Social Security Fund of China. Для своих частных клиентов Neuberger Berman также 
предоставляет финансовое планирование, фидуциарные услуги и доверительные услуги. Фирма с 2009 года сохранила 97%-ный уровень удержания
 своих старших инвестиционных сотрудников и была признана за свою отличительную фирменную культуру.

## История
Neuberger Berman была основана как «Neuberger & Berman» в 1939 году Роем Р. Нойбергером и Робертом Берманом.
В течение десятилетий, последовавших за её основанием, рост фирмы отражал ситуацию в отрасли управления активами в целом. Её успехи в управлении отдельными счетами привели к созданию Guardian Fund в 1950 году, одного из первых в США взаимных фондов без нагрузки. Сегодня в комплекс открытых и закрытых паевых инвестиционных фондов фирмы входят другие известные фонды, в том числе Century Fund (переименованный в Large Cap Disciplined Growth Fund) и Genesis Fund. В 60-е годы фирма перешла на управление пенсионными планами и активами других учреждений.
В октябре 1999 года, Neuberger Berman провела первичное публичное размещение своих акций и начала торговлю на Нью-Йоркской фондовой бирже под тикером «NEU».

### Переход в Lehman Brothers
В июле 2003 года, вскоре после 100-летия со дня рождения Нойбергера, компания объявила, что она ведёт переговоры о слиянии с Lehman Brothers. Эти обсуждения в конечном итоге привели к приобретению Neuberger Berman компанией Lehman Brothers. Neuberger Berman была приобретена 31 октября 2003 года примерно за US$ 2,63 млрд наличными и ценными бумагами. Эта сделка была закрыта в октябре 2003 года, и с того времени, вплоть до 2008 года, Neuberger Berman служила в качестве одного из подразделений управления активами в Lehman Brothers Investment Management. В том же году Lehman Brothers приобрела Lincoln Capital и Crossroads Group.

### Выкуп фирмы администрацией
15 сентября 2008 года практически беспрецедентная волатильность на глобальных рынках ценных бумаг привела к краху и банкротству Lehman Brothers. Neuberger Berman продолжала работать, несмотря на банкротство Lehman Brothers, и искала возможности отколоться от своей материнской компании. 29 сентября 2008 года Lehman Brothers согласилась продать свою компанию по управлению активами, включая Neuberger Berman, паре частных инвестиционных компаний, Bain Capital Partners и Hellman & Friedman. Ожидалось, что сделка будет завершена в начале 2009 года, однако конкурирующая заявка была введена руководством фирмы, которая в конечном счете победила на аукционе по банкротству, состоявшемся 3 декабря, превысив сделку с Bain и Hellman. В мае 2009 года компания начала самостоятельную деятельность. Первоначально кредиторы Lehman Brothers удерживали 49% обыкновенных акций компании и привилегированную долю в размере $875 млн, затем эти акции были выкуплены. Новая компания, включающая Neuberger, Lincoln Capital и Crossroads, была названа Neuberger Berman Group LLC.

### Независимость и экспансия
С момента своего появления в качестве независимой фирмы Neuberger Berman пользовалась периодом устойчивого роста. Компания увеличила свои активы под управлением на 14% с 2010 по 2014 год, достигнув US$ 250 млрд. В настоящее время в компании работает около 2000 человек, и она выходит за рамки традиционного акцента на растущие сферы задолженности развивающихся рынков: высокодоходные облигации, ликвидные альтернативные инвестиции и частный акционерный капитал. В течение этого периода фирма расширила своё присутствие на мировом рынке, добавив офисы на ключевых рынках Азиатско-Тихоокеанского региона и в других местах, чтобы быть ближе к растущей зарубежной клиентской базе.
Конец 2014 года ознаменовал возвращение Neuberger Berman в собственность сотрудников, подчеркнув независимость фирмы и расчистив путь для будущего роста.

## Офисы
В октябре 2016 года фирма переместила свою глобальную штаб-квартиру в 1290 Avenue of the Americas в центре Манхэттена.
Кроме того, компания имеет примерно 28 других офисов в ключевых странах мира. Региональные офисы находятся в Гонконге, Лондоне и Токио, а также имеются дополнительные центры первичного управления портфелем в Атланте, Чикаго, Далласе, Милане, Гааге и Сингапуре.
Бывшая штаб-квартира в Нью-Йорке включает 605 Third Avenue, 522 Fifth Avenue и Biltmore Hotel.